# Eleições presidenciais portuguesas de 2006 na Madeira
| Eleições presidenciais portuguesas de 2006 Distritos: Aveiro \| Beja \| Braga \| Bragança \| Castelo Branco \| Coimbra \| Évora \| Faro \| Guarda \| Leiria \| Lisboa \| Portalegre \| Porto \| Santarém \| Setúbal \| Viana do Castelo \| Vila Real \| Viseu \| Açores \| Madeira \| Estrangeiro |

## Resultados por Concelho
Os resultados nos concelhos da Região Autónoma da Madeira foram os seguintes:

### Calheta
| Candidato               | Candidato               | Votos  | %               |
| ----------------------- | ----------------------- | ------ | --------------- |
|                         | Aníbal Cavaco Silva     | 5 253  | 81,03 / 100,00  |
|                         | Manuel Alegre           | 520    | 8,02 / 100,00   |
|                         | Mário Soares            | 295    | 4,55 / 100,00   |
|                         | Francisco Louçã         | 244    | 3,76 / 100,00   |
|                         | Jerónimo de Sousa       | 126    | 1,94 / 100,00   |
|                         | Garcia Pereira          | 45     | 0,69 / 100,00   |
| Votos Inválidos         | Votos Inválidos         | 146    | 2,20 / 100,00   |
| Total                   | Total                   | 6 629  | 100,00 / 100,00 |
| Eleitorado/Participação | Eleitorado/Participação | 11 201 | 59,18 / 100,00  |

| Freguesia           | %     | %    | %     | %    | %    | %    | Votantes |
| Freguesia           | ACS   | MA   | MS    | FL   | JDS  | GP   | Votantes |
| ------------------- | ----- | ---- | ----- | ---- | ---- | ---- | -------- |
| Arco da Calheta     | 80,85 | 7,78 | 4,35  | 4,24 | 1,72 | 1,07 | 1 899    |
| Calheta             | 79,15 | 8,86 | 4,86  | 4,69 | 1,91 | 0,52 | 1 777    |
| Estreito da Calheta | 86,25 | 6,18 | 2,65  | 2,77 | 1,77 | 0,38 | 812      |
| Fajã da Ovelha      | 79,93 | 9,60 | 5,76  | 1,75 | 2,27 | 0,70 | 584      |
| Jardim do Mar       | 67,68 | 8,54 | 12,20 | 6,71 | 3,66 | 1,22 | 169      |
| Paul do Mar         | 80,58 | 9,86 | 3,48  | 4,06 | 1,74 | 0,29 | 350      |
| Ponta do Pargo      | 81,10 | 6,93 | 4,72  | 3,46 | 2,83 | 0,94 | 648      |
| Prazeres            | 87,17 | 6,81 | 3,66  | 1,31 | 1,05 | 0    | 390      |
| Calheta             | 81,03 | 8,02 | 4,55  | 3,76 | 1,94 | 0,69 | 6 629    |

### Câmara de Lobos
| Candidato               | Candidato               | Votos  | %               |
| ----------------------- | ----------------------- | ------ | --------------- |
|                         | Aníbal Cavaco Silva     | 10 172 | 68,23 / 100,00  |
|                         | Manuel Alegre           | 1 774  | 11,90 / 100,00  |
|                         | Mário Soares            | 1 276  | 8,56 / 100,00   |
|                         | Francisco Louçã         | 864    | 5,80 / 100,00   |
|                         | Jerónimo de Sousa       | 658    | 4,41 / 100,00   |
|                         | Garcia Pereira          | 164    | 1,10 / 100,00   |
| Votos Inválidos         | Votos Inválidos         | 423    | 2,76 / 100,00   |
| Total                   | Total                   | 15 331 | 100,00 / 100,00 |
| Eleitorado/Participação | Eleitorado/Participação | 27 098 | 56,58 / 100,00  |

| Freguesia                   | %     | %     | %     | %    | %    | %    | Votantes |
| Freguesia                   | ACS   | MA    | MS    | FL   | JDS  | GP   | Votantes |
| --------------------------- | ----- | ----- | ----- | ---- | ---- | ---- | -------- |
| Câmara de Lobos             | 67,45 | 13,54 | 8,01  | 5,80 | 4,38 | 0,82 | 6 906    |
| Curral das Freiras          | 65,65 | 8,32  | 10,20 | 6,80 | 7,03 | 1,99 | 886      |
| Estreito de Câmara de Lobos | 75,05 | 8,68  | 6,81  | 5,18 | 3,21 | 1,07 | 4 909    |
| Jardim da Serra             | 50,54 | 18,19 | 15,57 | 7,28 | 6,74 | 1,68 | 1 529    |
| Quinta Grande               | 69,37 | 10,06 | 8,75  | 5,68 | 4,66 | 1,49 | 1 101    |
| Câmara de Lobos             | 68,23 | 11,90 | 8,56  | 5,80 | 4,41 | 1,10 | 15 331   |

### Funchal
| Candidato               | Candidato               | Votos   | %               |
| ----------------------- | ----------------------- | ------- | --------------- |
|                         | Aníbal Cavaco Silva     | 28 908  | 50,70 / 100,00  |
|                         | Manuel Alegre           | 10 692  | 18,75 / 100,00  |
|                         | Mário Soares            | 7 448   | 13,06 / 100,00  |
|                         | Francisco Louçã         | 5 465   | 9,58 / 100,00   |
|                         | Jerónimo de Sousa       | 3 942   | 6,91 / 100,00   |
|                         | Garcia Pereira          | 568     | 1,00 / 100,00   |
| Votos Inválidos         | Votos Inválidos         | 1 782   | 3,03 / 100,00   |
| Total                   | Total                   | 58 805  | 100,00 / 100,00 |
| Eleitorado/Participação | Eleitorado/Participação | 101 534 | 57,92 / 100,00  |

| Freguesia                  | %     | %     | %     | %     | %    | %    | Votantes |
| Freguesia                  | ACS   | MA    | MS    | FL    | JDS  | GP   | Votantes |
| -------------------------- | ----- | ----- | ----- | ----- | ---- | ---- | -------- |
| Imaculado Coração de Maria | 51,39 | 20,09 | 11,98 | 9,72  | 5,90 | 0,93 | 3 755    |
| Monte                      | 49,19 | 17,97 | 12,86 | 10,78 | 7,81 | 1,39 | 4 002    |
| Santa Luzia                | 55,56 | 16,97 | 14,58 | 7,47  | 4,78 | 0,65 | 3 641    |
| Santa Maria Maior          | 49,35 | 19,85 | 13,24 | 9,75  | 6,83 | 0,98 | 8 379    |
| Santo António              | 49,61 | 17,95 | 12,66 | 10,31 | 8,41 | 1,06 | 12 918   |
| São Gonçalo                | 48,51 | 18,64 | 14,42 | 10,02 | 7,22 | 1,19 | 3 476    |
| São Martinho               | 51,78 | 19,82 | 12,60 | 9,28  | 5,61 | 0,92 | 11 767   |
| São Pedro                  | 50,74 | 18,64 | 14,11 | 8,96  | 6,73 | 0,82 | 4 223    |
| São Roque                  | 48,99 | 18,30 | 13,13 | 9,70  | 8,69 | 1,18 | 5 243    |
| Sé                         | 60,83 | 16,21 | 12,28 | 6,99  | 3,56 | 0,44 | 1 401    |
| Funchal                    | 50,70 | 18,75 | 13,06 | 9,58  | 6,91 | 1,00 | 58 805   |

### Machico
| Candidato               | Candidato               | Votos  | %               |
| ----------------------- | ----------------------- | ------ | --------------- |
|                         | Aníbal Cavaco Silva     | 5 492  | 51,61 / 100,00  |
|                         | Mário Soares            | 2 209  | 20,76 / 100,00  |
|                         | Manuel Alegre           | 1 820  | 17,10 / 100,00  |
|                         | Francisco Louçã         | 713    | 6,70 / 100,00   |
|                         | Jerónimo de Sousa       | 356    | 3,35 / 100,00   |
|                         | Garcia Pereira          | 51     | 0,48 / 100,00   |
| Votos Inválidos         | Votos Inválidos         | 200    | 1,85 / 100,00   |
| Total                   | Total                   | 10 841 | 100,00 / 100,00 |
| Eleitorado/Participação | Eleitorado/Participação | 19 906 | 54,46 / 100,00  |

| Freguesia              | %     | %     | %     | %    | %    | %    | Votantes |
| Freguesia              | ACS   | MS    | MA    | FL   | JDS  | GP   | Votantes |
| ---------------------- | ----- | ----- | ----- | ---- | ---- | ---- | -------- |
| Água de Pena           | 51,87 | 21,78 | 15,56 | 7,05 | 3,32 | 0,41 | 985      |
| Caniçal                | 55,85 | 25,94 | 13,17 | 3,40 | 1,35 | 0,29 | 1 736    |
| Machico                | 44,85 | 22,59 | 20,47 | 7,64 | 3,99 | 0,46 | 5 710    |
| Porto da Cruz          | 63,79 | 13,49 | 12,62 | 6,16 | 3,20 | 0,74 | 1 666    |
| Santo António da Serra | 66,21 | 9,44  | 12,45 | 7,93 | 3,42 | 0,55 | 744      |
| Machico                | 51,61 | 20,76 | 17,10 | 6,70 | 3,35 | 0,48 | 10 841   |

### Ponta de Sol
| Candidato               | Candidato               | Votos | %               |
| ----------------------- | ----------------------- | ----- | --------------- |
|                         | Aníbal Cavaco Silva     | 3 415 | 73,47 / 100,00  |
|                         | Manuel Alegre           | 480   | 10,33 / 100,00  |
|                         | Mário Soares            | 393   | 8,46 / 100,00   |
|                         | Francisco Louçã         | 219   | 4,71 / 100,00   |
|                         | Jerónimo de Sousa       | 103   | 2,22 / 100,00   |
|                         | Garcia Pereira          | 38    | 0,82 / 100,00   |
| Votos Inválidos         | Votos Inválidos         | 84    | 1,77 / 100,00   |
| Total                   | Total                   | 4 732 | 100,00 / 100,00 |
| Eleitorado/Participação | Eleitorado/Participação | 8 114 | 58,32 / 100,00  |

| Freguesia       | %     | %     | %     | %    | %    | %    | Votantes |
| Freguesia       | ACS   | MA    | MS    | FL   | JDS  | GP   | Votantes |
| --------------- | ----- | ----- | ----- | ---- | ---- | ---- | -------- |
| Canhas          | 79,22 | 6,98  | 7,75  | 3,59 | 1,85 | 0,62 | 1 977    |
| Madalena do Mar | 66,34 | 15,69 | 10,13 | 4,58 | 1,63 | 1,63 | 308      |
| Ponta do Sol    | 69,70 | 12,37 | 8,82  | 5,64 | 2,59 | 0,88 | 2 447    |
| Ponta do Sol    | 73,47 | 10,33 | 8,46  | 4,71 | 2,22 | 0,82 | 4 732    |

### Porto Moniz
| Candidato               | Candidato               | Votos | %               |
| ----------------------- | ----------------------- | ----- | --------------- |
|                         | Aníbal Cavaco Silva     | 1 297 | 69,81 / 100,00  |
|                         | Mário Soares            | 222   | 11,95 / 100,00  |
|                         | Manuel Alegre           | 218   | 11,73 / 100,00  |
|                         | Francisco Louçã         | 64    | 3,44 / 100,00   |
|                         | Jerónimo de Sousa       | 43    | 2,31 / 100,00   |
|                         | Garcia Pereira          | 14    | 0,75 / 100,00   |
| Votos Inválidos         | Votos Inválidos         | 56    | 2,92 / 100,00   |
| Total                   | Total                   | 1 914 | 100,00 / 100,00 |
| Eleitorado/Participação | Eleitorado/Participação | 3 156 | 60,65 / 100,00  |

| Freguesia         | %     | %     | %     | %    | %    | %    | Votantes |
| Freguesia         | ACS   | MS    | MA    | FL   | JDS  | GP   | Votantes |
| ----------------- | ----- | ----- | ----- | ---- | ---- | ---- | -------- |
| Achadas da Cruz   | 70,87 | 25,20 | 3,15  | 0    | 0,79 | 0    | 132      |
| Porto Moniz       | 71,12 | 9,09  | 12,48 | 3,39 | 3,21 | 0,71 | 1 158    |
| Ribeira da Janela | 64,61 | 16,85 | 13,48 | 3,93 | 1,12 | 0    | 180      |
| Seixal            | 68,21 | 13,46 | 11,60 | 4,41 | 1,39 | 0,93 | 444      |
| Porto Moniz       | 69,81 | 11,95 | 11,73 | 3,44 | 2,31 | 0,75 | 1 914    |

### Porto Santo
| Candidato               | Candidato               | Votos | %               |
| ----------------------- | ----------------------- | ----- | --------------- |
|                         | Aníbal Cavaco Silva     | 1 460 | 57,50 / 100,00  |
|                         | Mário Soares            | 454   | 17,88 / 100,00  |
|                         | Manuel Alegre           | 400   | 15,75 / 100,00  |
|                         | Francisco Louçã         | 130   | 5,12 / 100,00   |
|                         | Jerónimo de Sousa       | 60    | 2,36 / 100,00   |
|                         | Garcia Pereira          | 35    | 1,38 / 100,00   |
| Votos Inválidos         | Votos Inválidos         | 72    | 2,76 / 100,00   |
| Total                   | Total                   | 2 611 | 100,00 / 100,00 |
| Eleitorado/Participação | Eleitorado/Participação | 4 362 | 59,86 / 100,00  |

| Freguesia   | %     | %     | %     | %    | %    | %    | Votantes |
| Freguesia   | ACS   | MS    | MA    | FL   | JDS  | GP   | Votantes |
| ----------- | ----- | ----- | ----- | ---- | ---- | ---- | -------- |
| Porto Santo | 57,50 | 17,88 | 15,75 | 5,12 | 2,36 | 1,38 | 2 611    |
| Porto Santo | 57,50 | 17,88 | 15,75 | 5,12 | 2,36 | 1,38 | 2 611    |

### Ribeira Brava
| Candidato               | Candidato               | Votos  | %               |
| ----------------------- | ----------------------- | ------ | --------------- |
|                         | Aníbal Cavaco Silva     | 4 931  | 72,28 / 100,00  |
|                         | Manuel Alegre           | 640    | 9,38 / 100,00   |
|                         | Mário Soares            | 565    | 8,28 / 100,00   |
|                         | Francisco Louçã         | 368    | 5,39 / 100,00   |
|                         | Jerónimo de Sousa       | 251    | 3,68 / 100,00   |
|                         | Garcia Pereira          | 67     | 0,98 / 100,00   |
| Votos Inválidos         | Votos Inválidos         | 214    | 3,04 / 100,00   |
| Total                   | Total                   | 7 036  | 100,00 / 100,00 |
| Eleitorado/Participação | Eleitorado/Participação | 12 097 | 58,16 / 100,00  |

| Freguesia     | %     | %    | %    | %    | %    | %    | Votantes |
| Freguesia     | ACS   | MA   | MS   | FL   | JDS  | GP   | Votantes |
| ------------- | ----- | ---- | ---- | ---- | ---- | ---- | -------- |
| Campanário    | 71,53 | 8,90 | 7,92 | 6,71 | 4,19 | 0,75 | 2 231    |
| Ribeira Brava | 72,84 | 9,86 | 8,31 | 4,58 | 3,35 | 1,06 | 3 498    |
| Serra de Água | 70,37 | 9,54 | 9,54 | 6,55 | 3,56 | 0,43 | 727      |
| Tabua         | 74,12 | 8,10 | 7,92 | 3,87 | 3,87 | 2,11 | 580      |
| Ribeira Brava | 72,28 | 9,38 | 8,28 | 5,39 | 3,68 | 0,98 | 7 036    |

### Santa Cruz
| Candidato               | Candidato               | Votos  | %               |
| ----------------------- | ----------------------- | ------ | --------------- |
|                         | Aníbal Cavaco Silva     | 9 828  | 55,08 / 100,00  |
|                         | Manuel Alegre           | 3 258  | 18,26 / 100,00  |
|                         | Mário Soares            | 1 889  | 10,59 / 100,00  |
|                         | Francisco Louçã         | 1 669  | 9,35 / 100,00   |
|                         | Jerónimo de Sousa       | 1 008  | 5,65 / 100,00   |
|                         | Garcia Pereira          | 192    | 1,08 / 100,00   |
| Votos Inválidos         | Votos Inválidos         | 565    | 3,07 / 100,00   |
| Total                   | Total                   | 18 409 | 100,00 / 100,00 |
| Eleitorado/Participação | Eleitorado/Participação | 29 107 | 63,25 / 100,00  |

| Freguesia              | %     | %     | %     | %    | %    | %    | Votantes |
| Freguesia              | ACS   | MA    | MS    | FL   | JDS  | GP   | Votantes |
| ---------------------- | ----- | ----- | ----- | ---- | ---- | ---- | -------- |
| Camacha                | 58,77 | 16,81 | 9,56  | 8,89 | 5,03 | 0,94 | 4 308    |
| Caniço                 | 53,15 | 20,13 | 9,87  | 9,99 | 5,83 | 1,02 | 8 278    |
| Gaula                  | 58,24 | 14,67 | 13,12 | 8,03 | 4,93 | 1,02 | 1 912    |
| Santa Cruz             | 51,62 | 18,35 | 12,67 | 9,34 | 6,62 | 1,40 | 3 373    |
| Santo António da Serra | 65,65 | 13,28 | 7,59  | 8,16 | 4,17 | 1,14 | 538      |
| Santa Cruz             | 55,08 | 18,26 | 10,59 | 9,35 | 5,65 | 1,08 | 18 409   |

### Santana
| Candidato               | Candidato               | Votos | %               |
| ----------------------- | ----------------------- | ----- | --------------- |
|                         | Aníbal Cavaco Silva     | 3 548 | 71,62 / 100,00  |
|                         | Manuel Alegre           | 512   | 10,34 / 100,00  |
|                         | Mário Soares            | 415   | 8,38 / 100,00   |
|                         | Francisco Louçã         | 304   | 6,14 / 100,00   |
|                         | Jerónimo de Sousa       | 128   | 2,58 / 100,00   |
|                         | Garcia Pereira          | 47    | 0,95 / 100,00   |
| Votos Inválidos         | Votos Inválidos         | 145   | 2,84 / 100,00   |
| Total                   | Total                   | 5 099 | 100,00 / 100,00 |
| Eleitorado/Participação | Eleitorado/Participação | 8 801 | 57,94 / 100,00  |

| Freguesia          | %     | %     | %     | %    | %    | %    | Votantes |
| Freguesia          | ACS   | MA    | MS    | FL   | JDS  | GP   | Votantes |
| ------------------ | ----- | ----- | ----- | ---- | ---- | ---- | -------- |
| Arco de São Jorge  | 59,45 | 14,33 | 14,94 | 7,62 | 2,44 | 1,22 | 334      |
| Faial              | 81,43 | 5,70  | 5,70  | 4,22 | 1,77 | 1,18 | 1 044    |
| Ilha               | 72,82 | 15,05 | 6,80  | 3,88 | 0,49 | 0,97 | 213      |
| Santana            | 67,59 | 12,32 | 8,30  | 7,05 | 3,65 | 1,10 | 1 976    |
| São Jorge          | 70,89 | 10,55 | 9,94  | 5,98 | 2,03 | 0,61 | 1 019    |
| São Roque do Faial | 76,00 | 7,20  | 7,40  | 6,80 | 2,20 | 0,40 | 513      |
| Santana            | 71,62 | 10,34 | 8,38  | 6,14 | 2,58 | 0,95 | 5 099    |

### São Vicente
| Candidato               | Candidato               | Votos | %               |
| ----------------------- | ----------------------- | ----- | --------------- |
|                         | Aníbal Cavaco Silva     | 2 294 | 69,75 / 100,00  |
|                         | Mário Soares            | 429   | 13,04 / 100,00  |
|                         | Manuel Alegre           | 287   | 8,73 / 100,00   |
|                         | Francisco Louçã         | 166   | 5,05 / 100,00   |
|                         | Jerónimo de Sousa       | 82    | 2,49 / 100,00   |
|                         | Garcia Pereira          | 31    | 0,94 / 100,00   |
| Votos Inválidos         | Votos Inválidos         | 95    | 2,81 / 100,00   |
| Total                   | Total                   | 3 384 | 100,00 / 100,00 |
| Eleitorado/Participação | Eleitorado/Participação | 6 273 | 53,95 / 100,00  |

| Freguesia     | %     | %     | %    | %    | %    | %    | Votantes |
| Freguesia     | ACS   | MS    | MA   | FL   | JDS  | GP   | Votantes |
| ------------- | ----- | ----- | ---- | ---- | ---- | ---- | -------- |
| Boa Ventura   | 71,54 | 11,79 | 7,45 | 5,01 | 3,25 | 0,95 | 760      |
| Ponta Delgada | 66,41 | 16,47 | 7,71 | 5,49 | 2,88 | 1,05 | 785      |
| São Vicente   | 70,44 | 12,09 | 9,69 | 4,87 | 2,02 | 0,90 | 1 839    |
| São Vicente   | 69,75 | 13,04 | 8,73 | 5,05 | 2,49 | 0,94 | 3 384    |